# 布萊克羅克 (阿肯色州)
布萊克羅克（英語：Black Rock）是一個位於美國阿肯色州勞倫斯縣的城市。

## 地理
布萊克羅克的座標為36°06′28″N 91°05′56″W / 36.10778°N 91.09889°W，而該地的平均海拔高度為95米（即312英尺）。

## 人口
根據2020年美國人口普查的數據，布萊克羅克的面積為8.86平方千米，當中陸地面積為8.51平方千米，而水域面積為0.35平方千米。當地共有人口590人，而人口密度為每平方千米66人。